# Найт, Джозеф
Джозеф Найт (англ. Joseph Knight, 7 октября, 1778 — 20 июля 1855) — английский садовод, садовник богатого английского коммерсанта, политика и коллекционера растений Джорджа Хибберта. Первый в Англии научился успешно размножать растения семейства Протейные (Proteaceae). Известен как формальный автор публикации, вызвавшей крупнейший скандал в английской ботанике XIX века.

## Биография
Джозеф Найт родился в небольшой деревне Бриндле (Ланкашир). Стал главным садовником Джорджа Хибберта, который был увлечённым ботаником-любителем. Когда Хибберт увлекся культивированием протейных (Proteaceae), Найт стал экспертом в выращивании и размножении растений этого семейства. В конце концов решил написать книгу об их выращивании, которая была опубликована в 1809 году под заголовком «О выращивании растений, принадлежащих к естественному отряду Proteeae» (On the cultivation of the plants belonging to the natural order of Proteeae). Несмотря на название, книга содержала только 13 страниц, связанных с методами выращивания и более 100 страниц таксономической классификации растений порядка Proteeae. Стало известно, что эта редакция на 100 страниц была предоставлена Ричардом Солсбери. В классификации Солсбери впервые опубликовал много названий растений, которые он запомнил из чтения Робертом Броуном своей ещё не опубликованной книги «О протейных в Юссьё» (On the Proteaceae of Jussieu) в Лондонском Линнеевском обществе в первом квартале 1809 года, которая впоследствии была опубликована в марте 1810 года. Найт и Солсбери, таким образом, обогнали Броуна, успев напечатать ранее Броуна и утвердить приоритет для названий растений, которые были созданы Броуном. В результате Солсбери был обвинен в плагиате, подвергнут остракизму в ботанических кругах, и его публикации в значительной степени игнорировались при его жизни. Хотя родовые имена Солсбери почти все были отменены, многие из его видовых имён в конце концов были восстановлены, поскольку номинальным автором книги был Джозеф Найт, а не Солсбери. В результате в настоящее время Джозеф Найт считается автором множества видов Proteaceae.
После ухода на пенсию Хибберта около 1829 года последний передал свою коллекцию живых растений Найту и помог ему создать питомник на Кингз-роуд в Челси. Первоначально питомник назывался Королевский экзотичский питомник (Royal Exotic Nursery), а затем, после партнёрства с Томасом Алоизиусом Перри, который женился на племяннице Найта, под именем Knight & Perry. Питомник был одним из наиболее успешных ботанических предприятий Англии. Позже он был продан и назывался Питомники Вейча (Veitch Nurseries), особенно известным в XIX — начале XX века.